# Retablo cerámico del Miracle dels Peixets
El retablo cerámico del Miracle dels Peixets es un panel cerámico de uso religioso, propio de la religión popular. El número de inventario es 46.013-9999-000011, y se encuentra en la categoría de Espacio etnológico de interés local, clasificado como Bien de relevancia local, con protección genérica de la Generalidad Valenciana desde 11/06/98.

## Localización
Se encuentra en Alboraya, en la comarca de l’Horta Nord perteneciente a la provincia de Valencia. Su localización exacta es en la calle Milagro, 23, a la altura del dintel de la primera planta, en el extremo izquierdo de la fachada.

## Estilo y autoría
Se trata de un panel cerámico del siglo XIX, datado en 1849.Su autoría es desconocida, pero se trata de un panel cerámico ritual. La orla tiene un bocel amarillo y naranja. Se trata de una pintura cerámica vidriada polícroma sobre un fondo estannífero liso. Posee una inscripción: A DEBOCION DE TOMAS MARTINEZ AÑO 1849.
El retablo tiene un formato rectangular apaisado, cuyas dimensiones son 0,8 x 1 m. Está formado por un total de 20 piezas; las dimensiones de cada pieza individualizada es 0,2 x 0,2 m. Se encuentran rotos los azulejos n.º 1, 2 (con lascas restituidas), 3, 4, 5, 9, 10, 14 y 17. El estado de la fornícula es bueno y el riesgo de destrucción es escaso. Marco desornamentado de yeso pintado, teniendo el mismo formato y dimensiones del panel.
Estos paneles devocionales eran típicos en el arte valenciano y componían la representación con claroscuros, efectos atmosféricos y, además, realizaban un exhaustivo estudio de anatomía y pliegues de los ropajes. Eran típicas las pinceladas oscuras en las facciones y como efecto de conseguir profundidad en el espacio. Los colores más comunes eran el amarillo, ocre, azul, morado y verde esmeralda.
En la imagen es visible un grupo de fieles agrupados en torno a un palio (monaguillos y portacruz) y al sacerdote con un cáliz dirigiéndose hacia las aguas; a la izquierda algunos nadadores que buscan y a la derecha, al fondo, en la orilla opuesta, otro pequeño grupo de gente y una embarcación.
Los rostros son estereotipados, pues todos ellos se parecen y contienen el mismo gesto. La pincelada es suelta, algo perceptible en los trazos paisajísticos naturalistas, tanto en la forma de tratar el agua como en la forma de tratar el cielo, además de la tierra; además, se encuentra una representación arquitectónica de la época al fondo. Los colores, típicos de las cerámicas valencianas, son fuertes, vivos y saturados, manteniendo el perfilado oscuro marcado para delimitar las figuras.

## Descripción iconográfica
Representa un episodio del Miracle dels Peixets acaecido en el barranc del Carraixet, cerca de Alboraya. El milagro tuvo lugar en el año 1348, y comenzó en Almácera, donde había un mudéjar converso moribundo que pidió comunión antes de morir; uno de los criados fue a buscar al rector de Alboraya para que le administrase el sagrado sacramento.El cura de la parroquial de Alboraya,al cruzar el barranco, se encontró con una repentina subida de agua, cayó de su burro y perdió las tres sagradas formas que transportaba en una arqueta. El sacerdote dio noticia a Alboraya de lo que le había sucedido y tomaron precauciones para encontrar las formas, pudiendo hallar la arquilla, pero vacía, y tomando por imposible el hallazgo del tesoro al, seguramente, desembocar en el mar.Posteriormente, unos pescadores que trabajaban en la desembocadura del barranco observaron cómo tres peces surgían de las aguas del Carraixet con las tres formas en la boca y, trastornados por la visión, fueron a avisar al rector. Una vez llegado al barranco, el rector puso la arqueta cerca, y los peces depositaron las hostias. La conmoción que causó el milagro contribuyó a la difusión del culto a la Eucaristía, suscitando manifestaciones populares de devoción y quedando grabado de manera perdurable en el imaginario colectivo.Los feligreses llevaron el cáliz a Alboraya, y la arqueta se conserva en Almácera, y en memoria de este milagro dedicaron el retablo mayor de Almácera al Santísimo Sacramento.
Esta historia, pues, es representada con elementos como los tres peces situados a la derecha de la imagen que acercan los panes sagrados al sacerdote que sostiene el cáliz sagrado. 
Las figuras del fondo a la derecha están sorprendidas por el milagro, mientras que las figuras de la izquierda se encuentran buscando las formas, siendo quizá la representación de la historia antes de encontrarlas. Eso explicaría el burro a la deriva, pues la tradición cuenta que el cura cayó del burro y perdió las formas. 

## Iconología: función y significado
Este tipo de paneles ilustran la conducta y creencias de las personas, siendo de esta manera uno de los tipos de expresión más importantes dentro del cristianismo, sustituyendo el soporte textil. Se sitúan en las calles y se hace de manera estratégica para poder observarlos desde diferentes puntos de vista. Indican, pues, que la vía donde está el panel ubicado está siendo amparada por el santo representado.
Se inicia en el último tercio del siglo XVIII, y esta devoción popular se desarrollará fuera de las parroquias. Estos paneles pueden agradecer un hecho o hacer presente al santo. Eran festejadas y se conocía como festa al carrer. La festa era uno de los puntos de unión más fuertes dentro de la comunidad vecinal, pues el pueblo se sentía identificado y refugiado bajo el nombre del santo.
En este caso, la función entra en recordar el milagro acaecido en las localidades de Alboraya y Almácera. La celebración local del Corpus Christi se realiza en conmemoración a este milagro, y aunque su celebración dentro del año litúrgico corresponde al segundo jueves después de Pentecostés y se celebra el domingo, en el municipio de Alboraya también se conmemora, por bula papal, en el primer domingo de julio con misa y procesión, siendo una de las dos celebraciones religiosas más antiguas del municipio.